# غلام صنعتی
غلام صنعتی از نساجان یزد در قرن دوازدهم و سیزدهم هجری بود. وی پیشگام ماشینی شدن و مدرنیزاسیون این صنعت در یزد شد و کارخانه‌های بزرگ نساجی یزد در قرن سیزدهم به دست او راه‌اندازی شدند. عده‌ای وی را «پدر نساجی مدرن در ایران» می‌خوانند.

## زندگی‌نامه
غلام صنعتی فرزند رضا در سال ۱۲۵۷ در یزد به دنیا آمد. خانواده او از قریه توران‌پشت، یکی از روستاهای قدیمی یزد، به این شهر مهاجرت کرده بودند. از کودکی شاگرد علی تقی سلیمانشاهی بود و زود به درجه استادی رسید و صاحب کارخانه و دستگاه شد. وی علاقه و هوش و ابتکاری شگرف در کارهای فنی و ماشینی داشت. در جوانی برای زیارت به کربلا رفت و با سرمایه یکی از بازاریان ایرانی آنجا کارخانه عبا بافی در همان‌جا تأسیس کرد. وی پس از بازگشت به یزد دستگاه‌های قدیمی بافندگی را ماکوپران کرد. او با این تدبیر فنی و تغییر کلیدی ضمن افزایش میزان تولید و کیفیت محصول، زمینه ساز بروز انقلابی در صنایع نساجی یزد شد.
غلام صنعتی در سال ۱۳۰۰ با سرمایه امیر خان کوراوغلی نخستین دستگاه بافندگی ماشینی و یک دستگاه مولد برق از آلمان وارد کرد و کارخانه اقبال یزد را به راه انداخت. در سال ۱۳۱۰ دو سال برای کارآموزی و آشنایی با ماشین آلات و خرید دستگاه‌ها به آلمان رفت و با سرمایه حسینعلی هراتی و دیگران دستگاه‌های مورد نیاز را خریداری، وارد، نصب و راه‌اندازی کرد و کارخانه درخشان یزد را هم به راه انداخت. وی از سال ۱۳۲۵ کارخانه سعادت نساجان را با همت خود و با سرمایه و سهام مردمی به راه انداخت و تا آخر عمر خود در سال ۱۳۴۷ مدیر فنی آنجا بود.